# 数に溺れて
『数に溺れて』（かずにおぼれて Drowning by Numbers）は、1988年製作のイギリス映画である。ピーター・グリーナウェイ監督・脚本。

## キャスト
- ジョーン・プロウライト
- ジュリエット・スティーヴンソン
- ジョエリー・リチャードソン
- バーナード・ヒル